# 伦敦丽兹酒店
伦敦丽兹酒店（英語：The Ritz London）是位於英國倫敦皮卡迪利街150号的一间五星級酒店，是英國二級登录建筑。是世界上最豪华的酒店之一，同时也是立鼎世酒店集团的成员。
1906年5月24日，巴黎丽兹酒店的创始人、瑞士酒店大亨凯撒·丽兹来到伦敦成立了这间酒店。第一次世界大战結束後，伦敦丽兹酒店迎来兴隆，尤其受到政商名流的欢迎。战争后半期，英国首相大卫·劳合·乔治曾在伦敦丽兹酒店舉辦過数次秘密會議，并在此决定代表希腊对抗土耳其。20世纪20年代至30年代，英国演员诺埃尔·科沃德常常在丽兹用餐。
1976年以前，布雷斯维尔-史密斯家族拥有酒店产权，特拉法加集团收购酒店后于1995年10月以8000万英镑再次将酒店售予埃勒曼集团。埃勒曼集团花费8年、耗资4000万英镑将酒店修复至过往的华丽状态。1998年，酒店在地下室兴建丽兹俱乐部。丽兹俱乐部是酒店的赌场，占据了原本属于丽兹酒吧和烧烤餐馆的位置，提供轮盘、二十一点、百家乐、扑克以及角子机等赌博游戏。2002年，伦敦丽兹酒店因其优秀的宴席和餐饮服务获得威尔士亲王的皇家委任认证。
酒店的外部结构和外观受到了法国建筑传统的深刻影响，其结合了法国与美国的风格，同时仍留有些许英国风格的痕迹。面对皮卡迪利街的建筑立面大约有231英尺长，面对阿灵顿街一面为115英尺长，而绿园一面则为87英尺长。屋顶的每一角都有酒店的象征——青铜狮子。酒店共有111间房间以及23间套房。
酒店内部装潢为路易十六风格，主要由伦敦和巴黎的设计师进行设计。建筑历史学家马库斯·宾尼认为酒店一楼的装潢是“历史上最优秀的酒店建筑杰作之一”，并将其“宏大的景象、高耸的厅堂、闪亮的吊灯”与皇室宫殿相提并论。伦敦丽兹酒店最广为人知的设施是棕榈厅，著名的“丽兹茶会”（Tea at the Ritz）在此举行。棕榈厅拥有奢华的奶油色路易十六风格，镜子皆镶有古铜色的边框。酒店共有六间私人餐厅，包括玛丽·安托瓦内特套房（Marie Antoinette Suite）以及二级登录建筑威廉·肯特楼。里沃利酒吧（The Rivoli Bar）拥有类似于东方快车酒吧的装饰艺术风格，由室内设计师特莎·肯尼迪于2001年设计。

## 历史

### 酒店建设和历史背景

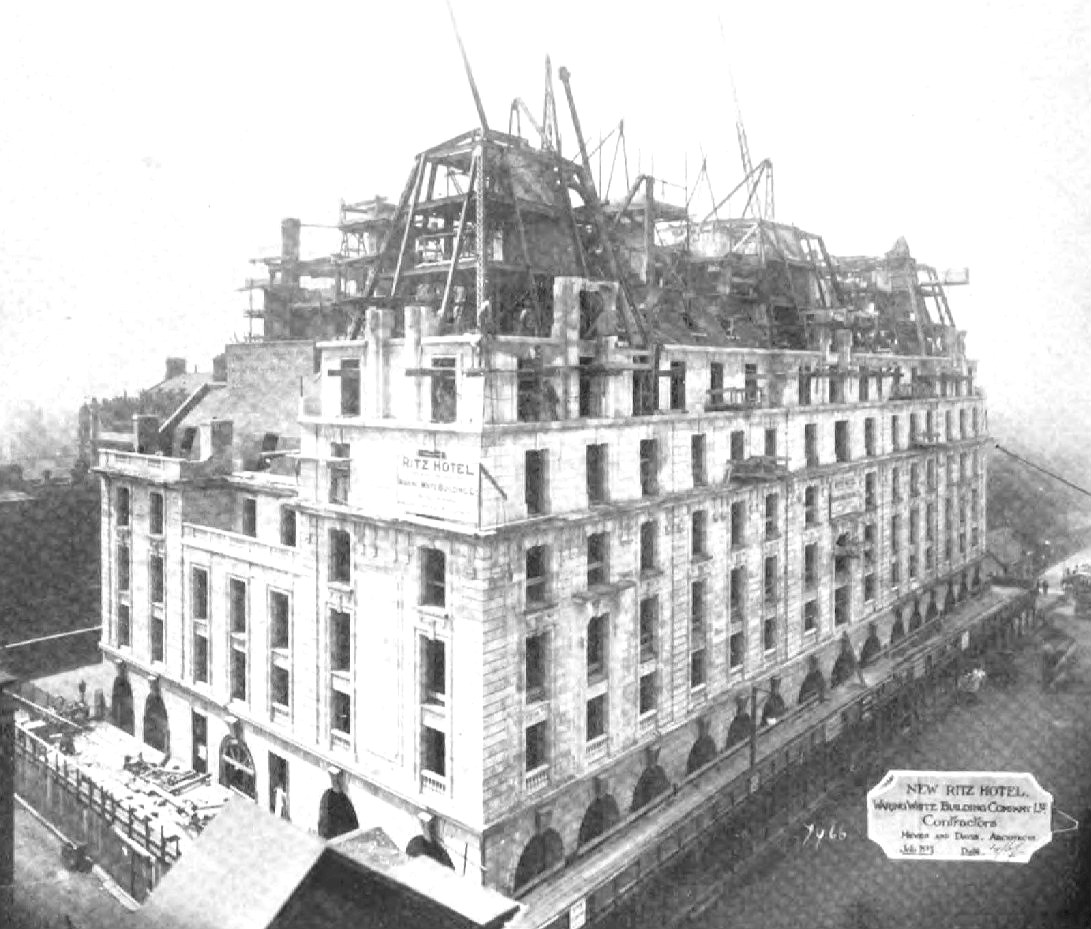
1905年，建设中的伦敦丽兹酒店

1906年5月24日，瑞士酒店大亨、萨沃伊酒店前任经理凯撒·丽兹创立了伦敦丽兹酒店。1805年以前，酒店所在位置为旧白马旅馆，它是英国最知名的驿车旅馆之一。丽兹的赞助商认为此项目获得了全伦敦最佳的地段。1901年，项目谈判启动。1902年，他们成功花费25万英镑同时购得沃尔辛厄姆楼酒店的租赁权以及毗邻之巴斯酒店的产权。1904年，原址的两间酒店开始拆除。
伦敦丽兹酒店兴建于美好年代，拥有路易十六式新古典主义风格，外观类似于高雅的巴黎公寓楼，通过设置拱廊有意识地让人联想到巴黎里沃利街。建筑设计由建筑师亚瑟·戴维斯以及曾经设计巴黎丽兹酒店的查尔斯·缪斯负责，工程建设则联合瑞典工程师斯文·拜兰德一同进行。伦敦丽兹酒店是伦敦最早使用钢框架结构的建筑之一，1903年至1904年进行的萨沃伊酒店是伦敦首个扩建工程。酒店建筑使用的许多材料都由美国制造。最初，套房的费用为1.5至3.5几尼。
开业以后，酒店方与居住在威廉·肯特楼的钢铁大亨温伯恩男爵因土地问题产生分歧，形成多年夙怨。许多本地人担心，酒店会给他们的健康带来危害。
伦敦丽兹酒店建设期间，一系列事件显示出伦敦需要一间新的豪华酒店。1905年6月3日，《每日邮报》新闻故事报道，在叶森打吡大赛与旅游旺季的共同作用下，酒店几乎全部爆满。萨沃伊酒店不得不拒绝预定，白金汉宫则将办公室变为临时客房招待游客。而西班牙国王即将到访英国，预计短期内将有超过2,500人需要酒店客房。
虽然萨沃伊酒店的开业标志着酒店服务的变革，但丽兹坚定地认为伦敦丽兹酒店将以它的方式超越这位竞争对手。丽兹酒店在屋顶安装了两个巨大的密闭水箱，提供持续的冷热水供应。酒店宽敞的浴室皆配备加热毛巾杆，每间客房都有独立的壁炉。
由于害怕积灰，丽兹并没有使用独立式的储物柜，而是在客房内摆放了橱柜，并安装了与墙壁镶板风格匹配的柜门。丽兹注重清洁与卫生，客房皆漆为白色，使用黄铜床架代替木制床架。任何顾客可能用得上的新式物品，丽兹酒店都有提供。
自从1902年凯撒·丽兹在伦敦卡尔顿酒店晕倒后，他的健康日益衰退，但他仍积极参加1906年5月24日举办的伦敦丽兹酒店开业宴席。在巴黎，丽兹酒店的开业邀请上流社会人士参加，但伦敦丽兹酒店却主要邀请国内外的媒体。英国的主要报纸，如《每日邮报》、《每日镜报》和《每日电讯报》皆受邀参加，其他媒体则包括《柏林日报》、《悉尼先驱晨报》以及《纽约时报》。除此之外，丽兹的宾客列表还涵盖酒店建筑的建筑师、工程师、新酒店之主要员工及他们的妻子。
酒店开业初期并没有大量盈利，业绩不如许多同期开业的新酒店。其最初并不受人追捧，反而被一些伦敦社会精英抨击为庸俗的代表。1908年，丽兹酒店获利3,628英镑，比前一年减少1,000英镑。1908年7月31日至1906年5月15日，酒店亏损超过五万英镑，因此酒店决定替换经理西奥多·克罗尔（Theodore Kroell）并聘请查尔斯·范·基泽灵（Charles Van Gyzelen）担任餐馆经理。
1910年，爱德华七世去世，38场餐宴和聚会被取消，酒店遭受重大打击。但因威尔士亲王常在丽兹用餐，酒店变得受人追捧，很快开始复兴。爱德华七世尤其喜爱丽兹酒店制作的蛋糕。由于国王御厨可能不希望得知未经他手的食物被端上白金汉宫的餐桌，因此酒店只能秘密地为爱德华七世定期提供蛋糕。多年来，凯撒·丽兹持续掌握酒店的运营，他聘请世界名厨奥古斯特·埃斯科菲耶烹制菜肴般配酒店奢华的装潢。酒店入口处装有摇铃，当皇室成员即将抵达时，门童可以通过摇铃通知工作人员。1929年，查尔斯·雷利教授为杂志《建筑》（Building）撰文称，伦敦丽兹酒店是这条街道中“最优秀的现代建筑”，拥有“优雅的整体结构”。

### 上流社会

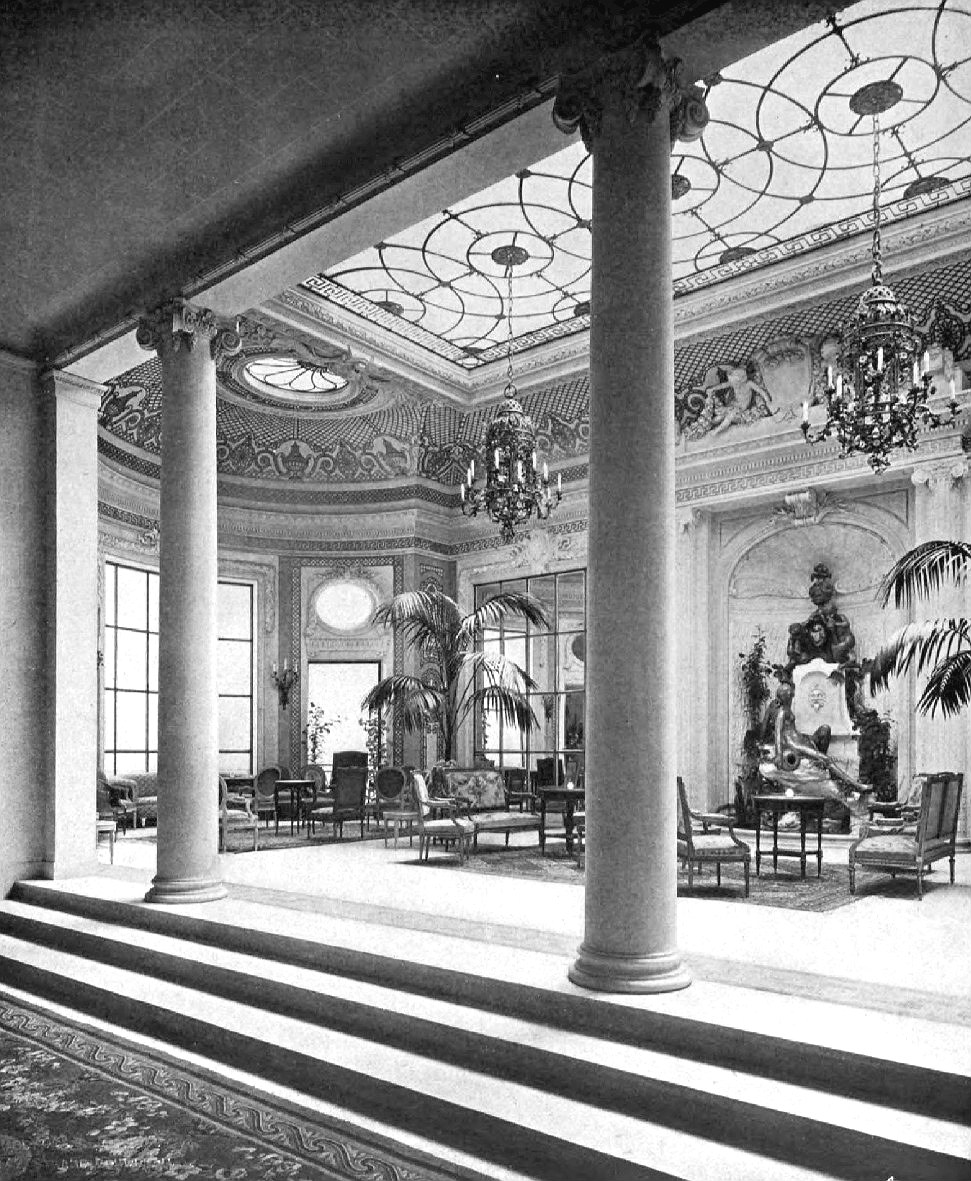
1907年，伦敦丽兹酒店的棕榈厅

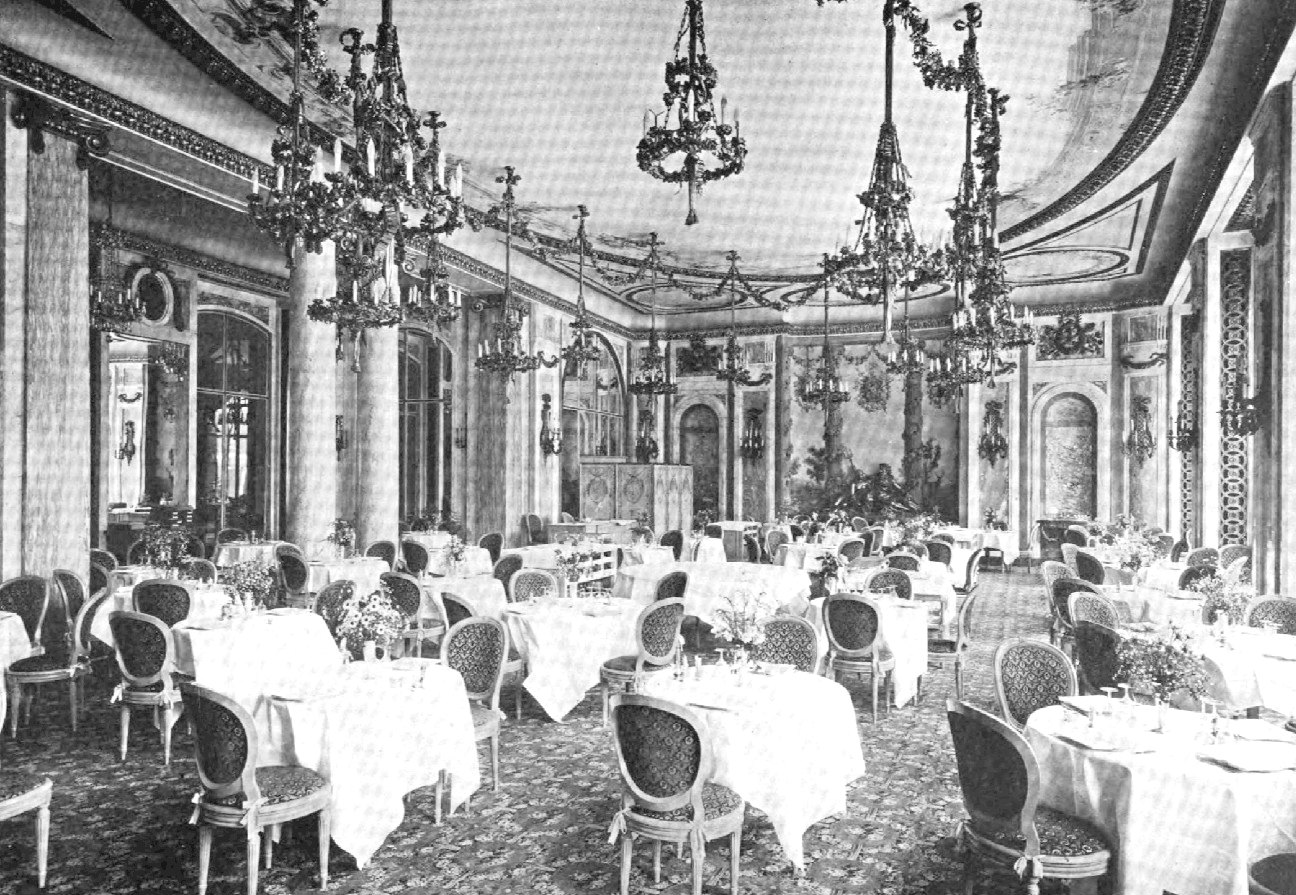
伦敦丽兹酒店的餐馆

1914年8月4日，社会名流戴安娜·曼纳斯未来的丈夫达夫·库珀与一名外国官员、埃塞克斯伯爵乔治·卡佩尔、伯爵夫人阿黛尔·卡佩尔以及帕特里克·肖-斯图尔特一同在伦敦丽兹酒店用餐，第一次世界大战爆发的消息在当天的聚会中传开。战争爆发前，德国和奥地利的大使皆在丽兹餐馆预订了位置。酒店在战争中经营惨淡，1915年损失接近五万英镑。酒店舞厅常常空无一人，晚上10点便关闭灯光，但客房仍有需求，酒店经营者认为酒店值得继续营业。社会名流、英国首相H·H·阿斯奎斯的儿媳妇辛西娅·阿斯奎斯在日记中记载，1916年春天，她曾与巴塞尔·布莱克伍德等名人在丽兹用餐。次年，她举行了一场奢华的宴会，邀请了奥斯博·西特韦尔、吉尔伯特·罗素、莫德·内尔克和克莱尔·坦南特等人参加。
1917年9月，一颗炮弹在丽兹酒店附近的绿园爆炸。根据艾弗·丘吉尔的描述，炮弹震碎了威廉·肯特楼的所有玻璃。战争后半期，英国首相大卫·劳合·乔治在丽兹酒店举行了数次秘密会议，并在此决定代表希腊对抗土耳其，会议由巴西尔·扎哈洛夫组织。据记载，马尔博罗公爵曾在丽兹酒店用餐：“我在丽兹酒店吃午餐。社交活动都在那里进行，价格都很便宜。所有女人都在那，无论是M. 佩吉特（M. Paget）还是最新的妓女”。

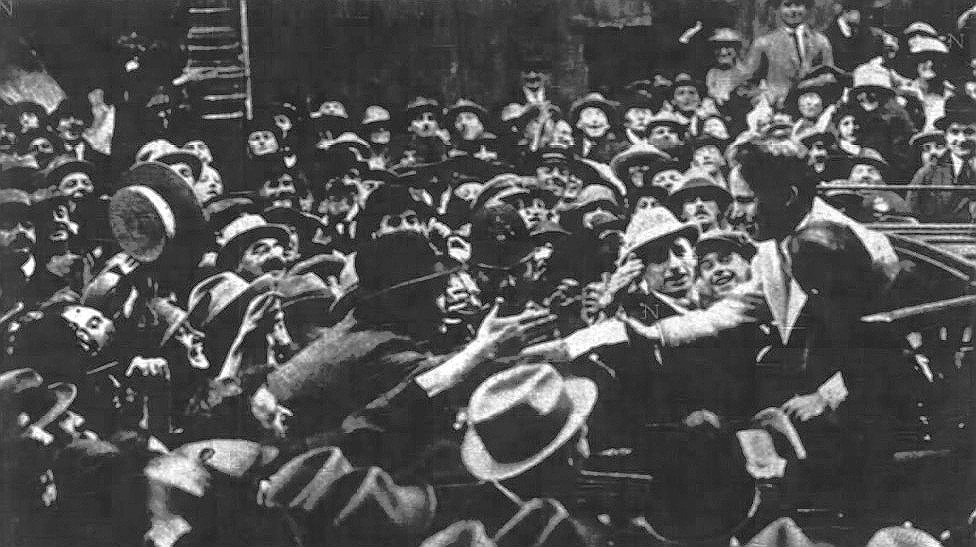
1921年，查理·卓别林在伦敦丽兹酒店

20世纪20年代初期，浪漫小说作家芭芭拉·卡特蘭曾评价伦敦的酒店，“丽兹代表死板和权威，卡尔顿适合商人，萨沃伊节奏有些快，其他的（酒店）老实说都骇人听闻，至于伯克利，只需要付十先令就能跳整晚的舞，那是给年轻人住的”。1921年，丽兹酒店的经理邦温（Bonvin）离世，由J. S. 沃尔特斯（J.S. Walters）接任。沃尔特斯不遗余力地宣传酒店，他在欧洲大陆时更是如此，甚至在《闲谈者》（Tatler）杂志中不合时宜地大肆炫耀。第一代缅甸的蒙巴顿伯爵路易斯·蒙巴顿担任海军中尉时是丽兹的常客。1921年9月，当他的好友查理·卓别林时隔九年再度回到伦敦时，迎接他的人群大量聚集在滑铁卢车站，卓别林不得不在40名警察护送之下抵达酒店。他入住酒店二楼的皇家套房，从阿灵顿街的阳台向粉丝抛洒康乃馨时被相机记录下来。
伦敦丽兹酒店受到影视明星以及高级官员的欢迎，但酒店并不透露一些名人顾客的名字。20世纪20年代，范朋克常常光顾丽兹酒店。20世纪30年代，导演亚历山大·科达的星探经常预定丽兹的餐桌。演员诺埃尔·科沃德也是丽兹的常客。1924年，他与亚美尼亚作家麦克·阿伦在丽兹讨论新戏剧《漩涡》的筹资问题。阿伦毫不犹豫地给予科沃德一张250美元的支票，《漩涡》最终大获成功。科沃德与贝弗利·尼科尔斯在丽兹酒店共同进餐时创作了歌曲《丽兹的孩子》（Children of the Ritz），这首歌曲后来出现于时事讽刺剧《话语和音乐》中。同时期，许多作家开始在伦敦丽兹酒店见面，因此酒店渐渐地出现在文学作品之中。在麦克·阿伦1922年的小说《劫持》（Piracy）中，丽兹酒店被描述为“如同巴士底狱般厚实、坚固的建筑，第一次来到这的人肯定会以恐惧的眼神带有偏见地看待它”。“丽兹里的跳蚤”是罗纳德·菲尔班小说中的一个哏。之后，丽兹酒店还出现在安东尼·鲍威尔的小说《随时间之乐起舞》中。解说员尼古拉斯·詹金斯（Nicholas Jenkins）与诗人马克·曼伯斯（Mark Members）在丽兹见面时曾提及棕榈厅中的金色仙女。
“它有一种特殊的氛围。午餐之前，棕榈厅总是挤满了‘社会美人’、首次进入社交界的年轻女子、她们的男友以及著名的男演员和女演员——虽然后者似乎很少真正在那里就餐。穿戴着珠宝的美国女士在走廊里来回巡行，等待着她们的客人。丽兹似乎不像是一间酒店，而更像是一间俱乐部；在那，你肯定会遇到你的朋友。‘在丽兹见面’是最正常不过的选择了。它是优雅与舒适的结合体。丽兹的员工散发出幸福的气氛。服务员认识在座的每一个人，并与他们成为朋友。与其他任何酒店都不同，那时的丽兹既有礼数又有雅致；让人感觉像家，其他地方从没有这种感觉。”——20世纪30年代，年轻的迈克尔·达夫男爵对丽兹酒店生活的看法

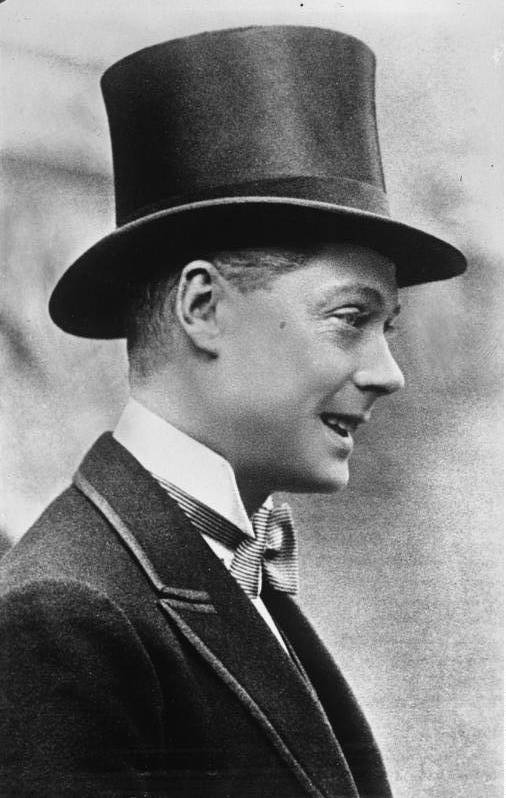
20世纪30年代，年轻时代的爱德华八世是酒店的常客，他在此锻炼了他的舞技。

1928年，伦敦丽兹酒店的主席哈里·希金斯（Harry Wiggins）去世，第三任卢根男爵继承了这间酒店。他喜欢招揽美国顾客来到酒店。第六代卡那封伯爵与他的美国妻子凯瑟琳·温德尔（Catherine Wendell）是卢根男爵的亲密好友，有时这对夫妇能获得酒店的整个三楼用以招待宾客。1937年，卢根男爵去世后，卡那封伯爵被告知他需要支付酒店费用，但“念在过往时光，可以略微减免”。卡那封伯爵之后评论道，“五十年来，丽兹酒店都是我在伦敦的家。我非常喜欢这个地方。没有人比我更了解它”。1931年，阿迦汗三世在酒店参与筹办圆桌会议，圣雄甘地将前来参加。阿迦汗还曾在棕榈厅举行追随者会议。
20世纪30年代，爱来多（Aletto）担任伦敦丽兹酒店餐馆经理，根据蒙哥马利-马辛本特和大卫·沃特金描述，他拥有“受人喜爱且善于模仿的性格”。那时，爱德华八世和他的伙伴常常出现在丽兹酒店。1932年，《伦敦标准晚报》发现亲王在舞池中跳舞：“威尔士亲王从不放过任何一个提升舞技的机会……他跳了三支探戈舞，每支时长35分钟！”1934年，爱德华的弟弟肯特公爵乔治王子在丽兹酒店迎娶希腊及丹麦马里纳郡主，花园中搭建起庆典的脚手架。伊丽莎白王太后、保加利亚沙皇鲍里斯三世、爱丁堡玛丽公主都会参加在丽兹举办的私人派对。酒店曾一度同时招待四位在位君主：鲍里斯三世、埃及国王法鲁克一世、西班牙国王阿方索十三世和荷兰女王威廉明娜。在爱德华八世与华里丝·辛普森的恋情曝光后，两者的聚会改在餐馆门口附近举行，以备需要时快速离开。
1926年，伦敦丽兹酒店受到1926年英国大罢工影响，又需要面对来自多彻斯特酒店和格罗夫纳楼等竞争者的挑战。随后的大萧条更使酒店业绩大幅衰退。1931年夏天，酒店不得不削减员工工资，厨师、厨房帮工、经理工资降低25%。为了提高收入，1935年，弗雷德·卡文迪什-本廷克（Fred Cavendish-Bentinck）提议酒店应举办卡巴莱歌舞表演。酒店在《伦敦标准晚报》中宣传后，该项目迅速获得成功。1936年1月，奥地利喜剧演员维克·奥利弗在酒店中进行了两星期的表演，次年，西里尔·弗莱彻来到丽兹表演了一个月。英国广播公司开始播放酒店演出的直播，表演者包括钢琴家比利·米尔顿。通过乔·凯的舞蹈乐队的演绎，欧文·柏林的歌曲《追求时尚》（Puttin' On the Ritz）受到了欢迎。1937年，詹姆斯·史蒂芬（James Stephens）曾短暂接替卢根担任酒店总管，随后由汉斯·普菲佛继承酒店。他自1910年起便担任丽兹酒店发展公司的董事，同时也是巴黎丽兹酒店的主席。

### 第二次世界大战

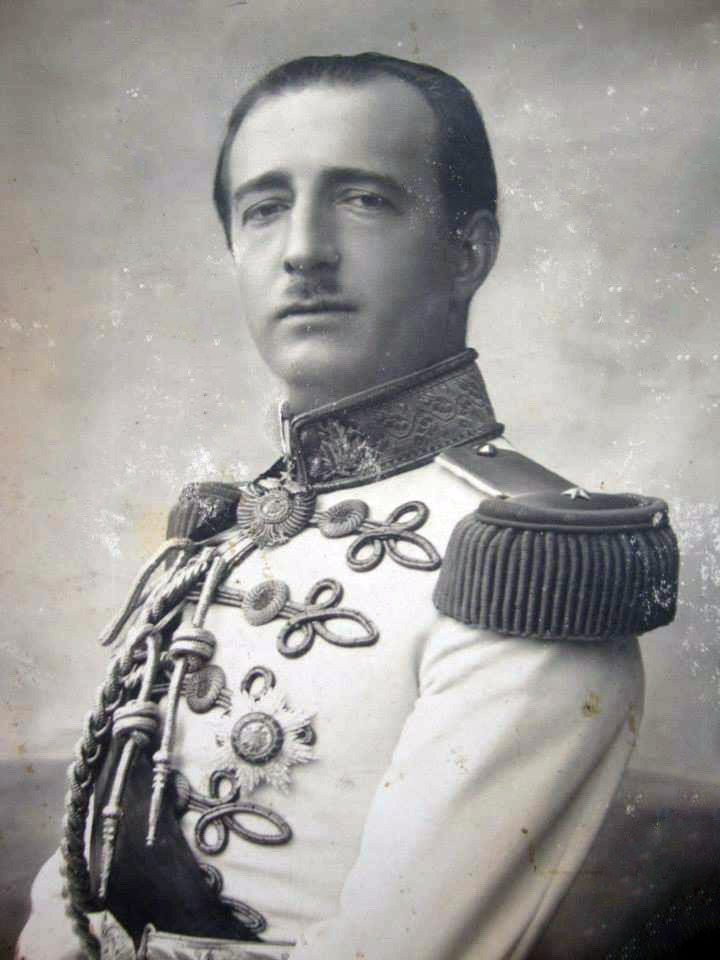
1940年至1941年间，索古一世居住在伦敦丽兹酒店。

第二次世界大战期间，伦敦丽兹酒店是社会精英们政治、社会生活中不可或缺的一部分，许多声名显赫的皇室成员、贵族以及政治家都搬进丽兹酒店里生活。作家克里斯托弗·塞克斯的妻子卡蜜拉·罗素（Camilla Russell）认为丽兹酒店“在战争期间极其时髦，人们甚至比过去更爱约在丽兹见面”，夜晚的酒店“挤满了人，但却令人感到安全”。塞克斯的妹妹、安特里姆伯爵夫人安琪拉评论道，如果想要“在战争期间收集一些丈夫的消息”，那丽兹是理想的聚会地点。莫德·卡纳德曾在丽兹居住过一段时间，但之后移居去多彻斯特酒店。1940年夏天，阿尔巴尼亚皇室曾住进丽兹酒店并租下一整层，其中包括国王索古一世、皇后杰拉尔丁、莱卡王储、国王的六个妹妹、两个外甥女以及三个外甥，由巴黎的阿尔巴尼亚外交官、管家和许多保镖陪同。索古将皇室的金银珠宝保存在丽兹酒店的储藏室中，之后转移至英国银行。
由于索古担心空袭，女性衣帽间被改装为阿尔巴尼亚人的私人庇护所。在一次空袭中，一颗炮弹落在丽兹酒店与伯克利酒店之间的皮卡迪利街上，震碎了丽兹的玻璃，大多数阿尔巴尼亚皇室成员因此搬去了切尔西，但索古仍在丽兹居住到了1941年春天，随后移居去白金汉郡帕穆尔勋爵的房子中。伦敦丽兹酒店总共遭受九次空袭轰炸，餐馆因此两度歇业。
在一次与美国通话的皇家广播中，荷兰女王威廉明娜、卢森堡大公夏洛特、挪威国王哈康七世以及丹麦国王克里斯蒂安十世同时来到了丽兹酒店。战争时期，爱德华·贝奈斯每周会在酒店宴请宾客。1942年，温斯顿·丘吉尔、德怀特·艾森豪威尔、夏尔·戴高乐在丽兹酒店的玛丽·安托瓦内特套房内讨论行动。伦敦政治观察员布伦丹·布雷肯以及政治家罗纳德·特里都常常出现在丽兹，特里一直居住到1940年冬天。同时期，第十任马尔博罗公爵约翰·斯宾塞-丘吉尔的第二任妻子劳拉·隆、建筑作家詹姆斯·李斯-米恩、作家哈罗德·阿克通和诺曼·道格拉斯皆会定期在丽兹酒店用餐。
据阿拉斯泰尔·福布斯和费利斯·霍普-尼科尔森描述，丽兹酒店的地下室酒吧是同性恋酒吧，而楼上的酒吧则是异性恋酒吧。霍普-尼科尔森认为地下室的酒吧“众所周知是接待同性恋的”，并表示“对于权贵来说，丽兹酒吧太雅致、太受欢迎了，但最重要的，它接待同性恋顾客”。第二任特雷迪加子埃文·摩根、国会议员哈罗德·尼科尔森、诗人布莱恩·霍华德以及宝琳·田纳特都是地下室酒吧的常客。

### 战后年代
布雷斯维尔-史密斯家族拥有伦敦丽兹酒店超过30年，同时也掌握附近的伦敦柏宁酒店的产权。尽管家族通过丽兹酒店迅速积累财产，但二战后也曾出现过动荡的时期。1946年，工人运动对丽兹酒店菜肴出品造成冲击，招致许多批评。一些被称为“丽兹的朋友”的赞助商曾在柏宁酒店与布雷斯维尔·史密斯见面，抱怨丽兹餐饮素质下滑。史密斯亲自来到丽兹用餐，随后告知赞助商用餐体验令人满意。

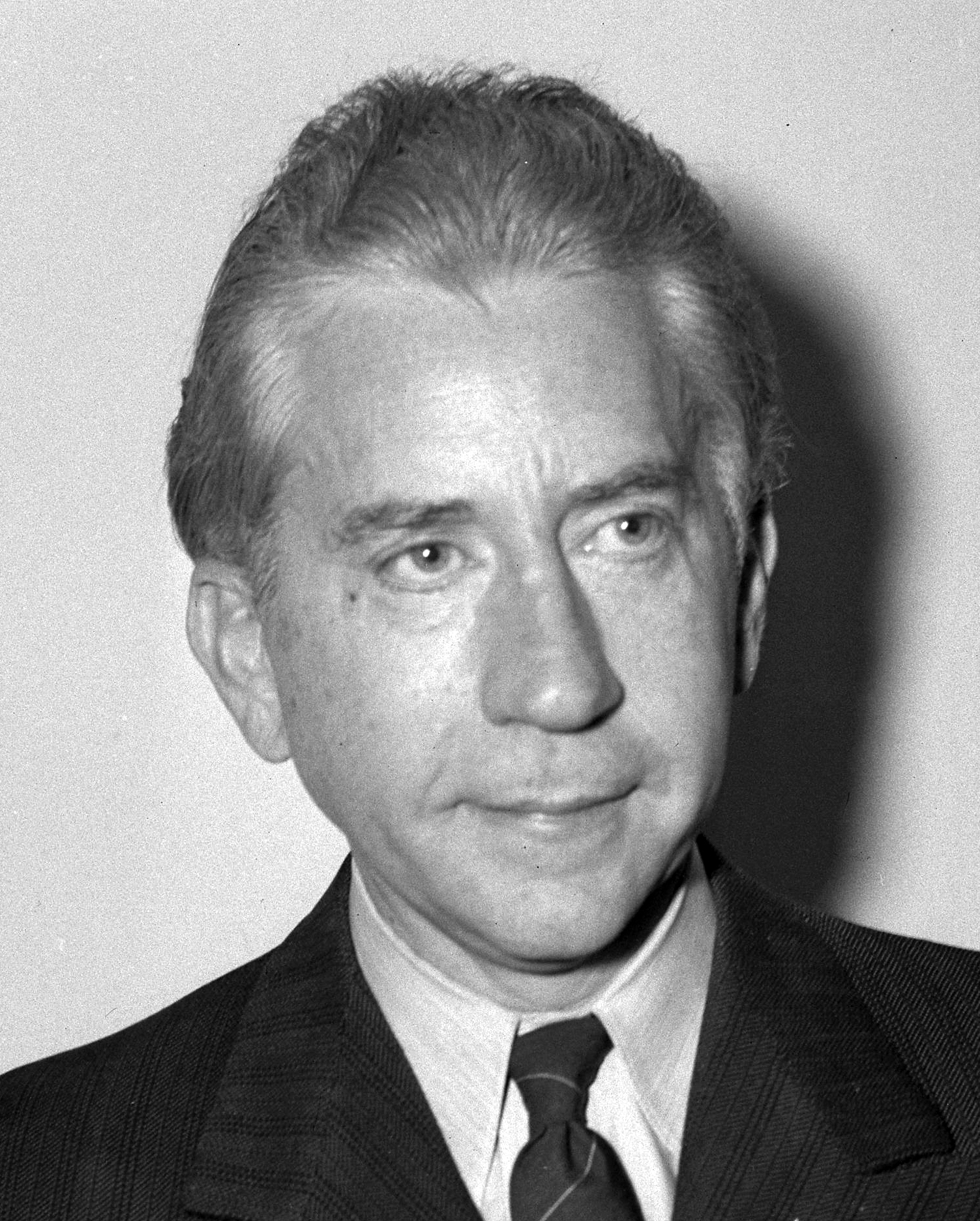
曾经的世界首富保罗·格蒂在二战后居住在丽兹酒店。

战后年代一些自杀事件也让丽兹蒙上了阴影。1949年10月，练马师彼得·比蒂从酒店六楼窗户坠楼身亡。1953年3月，法国帮派成员皮埃尔·德·赖特男爵（Baron Pierre de Laitre）在三楼房间内向意中人艾琳·希尔（Eileen Hill）求婚未果，将她掐死，随后将丝袜塞进喉内自杀。
尽管如此，在20世纪50年代，伦敦丽兹酒店仍然是贵族的社交中心，吸引着全世界的社会精英。酒店受到阿迦汗家族的欢迎，当时的世界首富保罗·格蒂在二战后也居住在丽兹酒店。一位为《时代》和《生活》杂志工作的摄影师曾在酒店外安排手推车货郎在格蒂离开酒店时往人行道抛洒铜币，并记录下他拾起铜币的瞬间。壳牌石油的继承人欧嘉·德特丁曾在丽兹酒店居住数年，在一次与恋人的争吵中，她将恋人的裤子丢出窗户外。1956年，她对上流社会生活感到厌倦，前往法属赤道非洲，在阿尔伯特·史怀哲的麻风病患者聚居点工作了一段时间。电影明星丽塔·海华丝和泰鲁拉·班克希德是丽兹酒店的常客，1949年，海华斯与阿里汗王子结婚，1953年离婚。同时期，努巴尔·古尔本基安也是丽兹酒店的著名房客，他是一位“热情洋溢、性格外向”的人，在丽兹拥有一间套房，常常提出过分豪华的要求，甚至是想要不当令的食物。
1959年1月，刚果共和国总理帕特里斯·卢蒙巴与加纳驻伦敦高级官员爱德华·艾德加耶在丽兹酒店的餐馆会面。一些关注刚果人权问题的穆斯林在酒店外抗议示威，举起“儿童强奸犯 - 滚回家”的标语并高喊种族歧视口号。艾德加耶离开酒店时遭到攻击，不过据猜测，他被错认成卢蒙巴。
乔治·克里提克斯在丽兹酒店担任首席行李员超过45年。1960年，他因健康原因退休。最初，巴西尔·扎哈洛夫将这份工作推荐给他。1959年，在乔治·克里提克斯所著的《丽兹的乔治》（George of the Ritz）中，他回忆起服务生涯中遇见的著名人物和重要事件。克里提克斯曾担任阿迦汗的赌博中介，这位君主给予他45000美元，让克里提克斯以他的名义下注。在王子阿里汗18岁时，为了帮助他淡忘一段失败的恋情，克里提克斯带他在美国游玩一个月。克里提克斯曾看见一位穿著连裤工作服、未剃胡须的男性走进酒店，叫停他之后才发现该名男性为保加利亚沙皇鲍里斯。鲍里斯是铁道爱好者，当时刚刚驾驶完火车。

### 近期历史

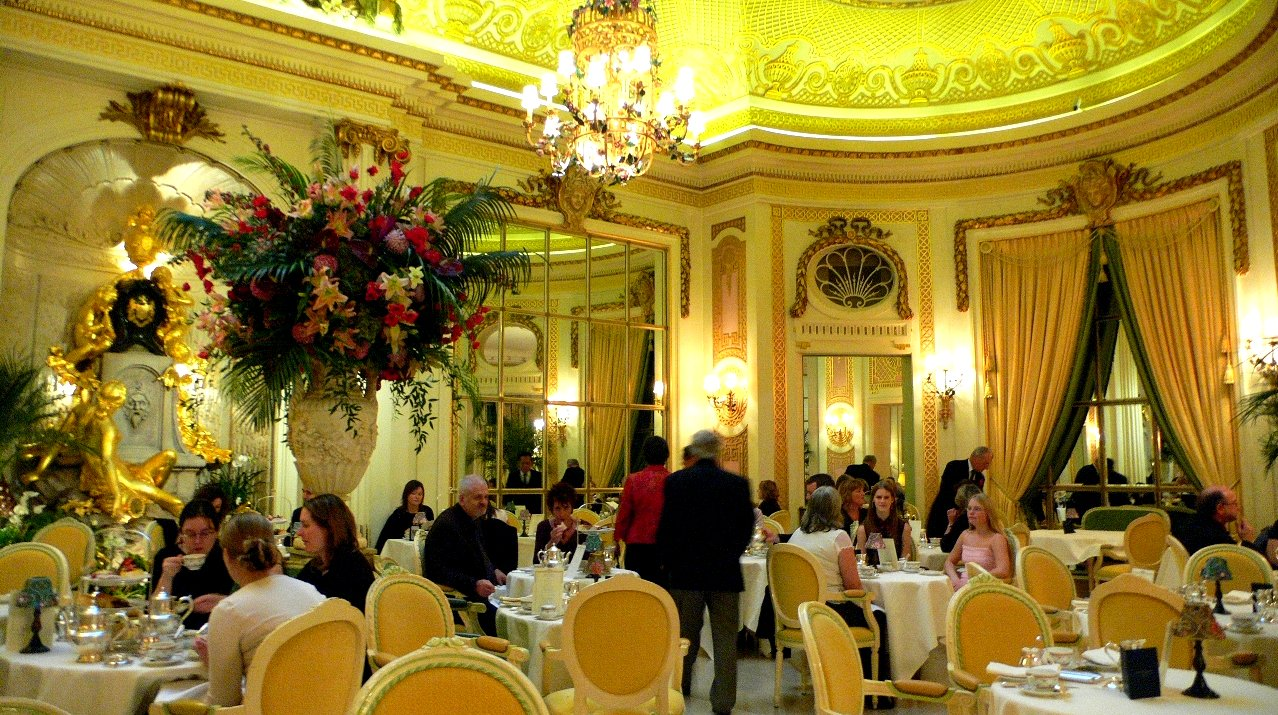
丽兹酒店的下午茶

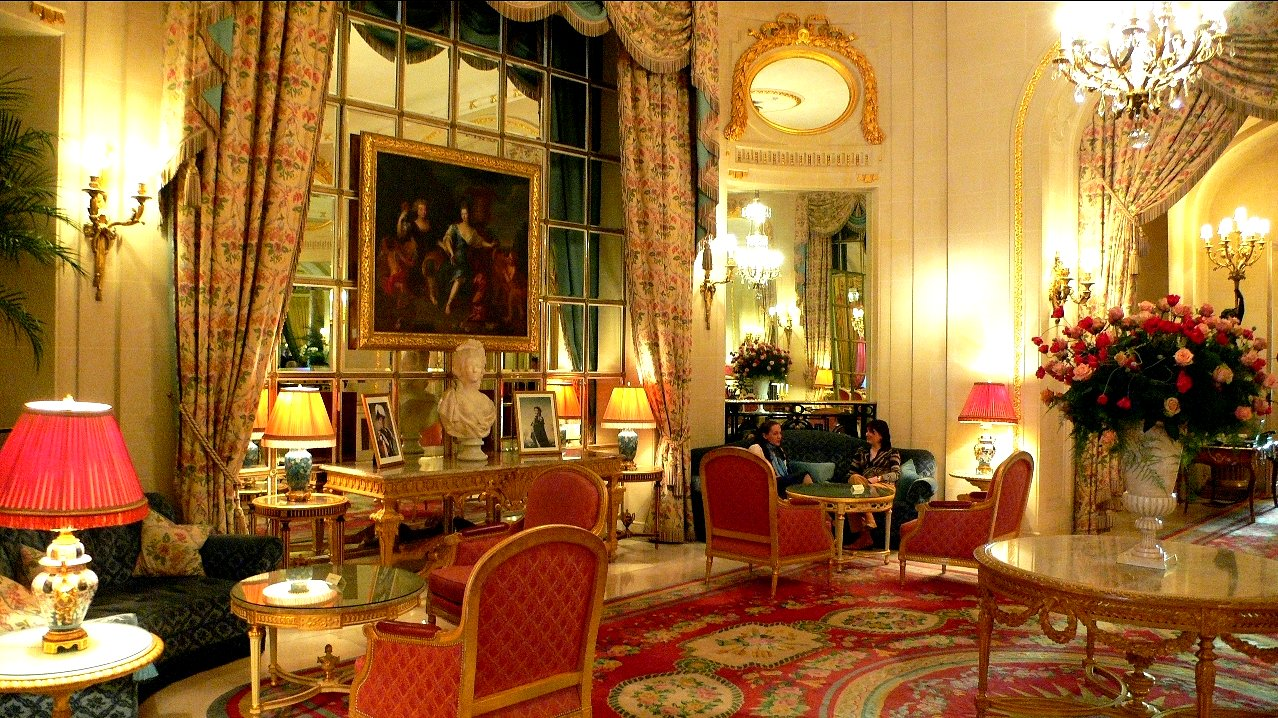
丽兹酒店的画廊

20世纪60年代，披头士狂热、性革命、贵族没落彻底改变了伦敦的社会景象。人们不再以挑剔的标准去要求伦敦丽兹酒店。佩里格林·沃索恩指出了这种改变：“准确地说，丽兹已经不是一切都那样奢华了，不再熠熠生辉……它的魅力早已逝去，取而代之的是残破。酒店常常空荡荡的，只有残存的辉煌记忆以及放弃舒适、喜爱怀旧的顾客还能让它保有生机”。但名人仍在丽兹酒店举办派对，滚石乐队便是丽兹的常客。英国首相哈罗德·威尔逊、爱德华·希思和哈罗德·麦克米伦也常在丽兹用午餐，希思一直预定餐馆的29号餐桌。
20世纪70年代，酒店进入动荡时期。爱尔兰共和军的恐怖袭击威胁是头号问题，炸弹恐吓并不罕见。石油危机给酒店带来了直接的影响。1976年4月5日，布雷斯维尔-史密斯家族不得不把股票以275万英镑售予特拉法加集团。交易时，酒店入住率仅有45%；丽兹烧烤屋因亏损过多而关停。1984年，丽兹酒店重新举办星期日茶舞会，茶舞会在20世纪20年代至30年代十分受欢迎。由于下午茶需求旺盛，酒店住客常常找不到座位，因此丽兹决定仅向住客开放。许多被这一规则限制的伦敦人提出反对意见，丽兹不得不做出妥协，但下午茶仍需提前预定。出席茶会需着正装，米克·贾格尔曾被酒店拒绝进入茶会，因为他没有穿夹克、戴领带。
1995年10月，埃勒曼集团的大卫和弗雷德里克·巴克利耗资8000万英镑购买伦敦丽兹酒店。他们花费8年、耗资4000万英镑将酒店修复至过往的华丽状态。在威尔士王妃戴安娜去世两年后，威尔士亲王查尔斯与卡米拉·帕克-鲍尔斯首次共同出现在公共视野，他们在丽兹酒店参加帕克-鲍尔斯妹妹的生日派对。2002年11月，两人再次回到丽兹举办亲王的生日派对，伊丽莎白二世和爱丁堡公爵菲利普亲王皆有出席。同年，丽兹因其优秀的宴席和餐饮服务获得威尔士亲王的皇家委任认证。2005年，酒店合并毗邻的威廉·肯特楼。2007年1月27日，酒店发生火灾，超过300人需转移至附近的梅费尔酒店。火情始于地下室赌场餐馆的排气口，没有人在火灾中受伤。丽兹赌场仅受到“轻微损伤”。2013年4月8日，前任英国首相撒切尔夫人在丽兹酒店休息期间中风逝世。
自从巴克利兄弟购置丽兹后，酒店没有缴纳过企业税，因此受到批评。会计部门表示，酒店使用一系列避税措施将企业税降至零。大卫·巴克利的儿子埃丹表示，企业遵守英国法律。

## 建筑

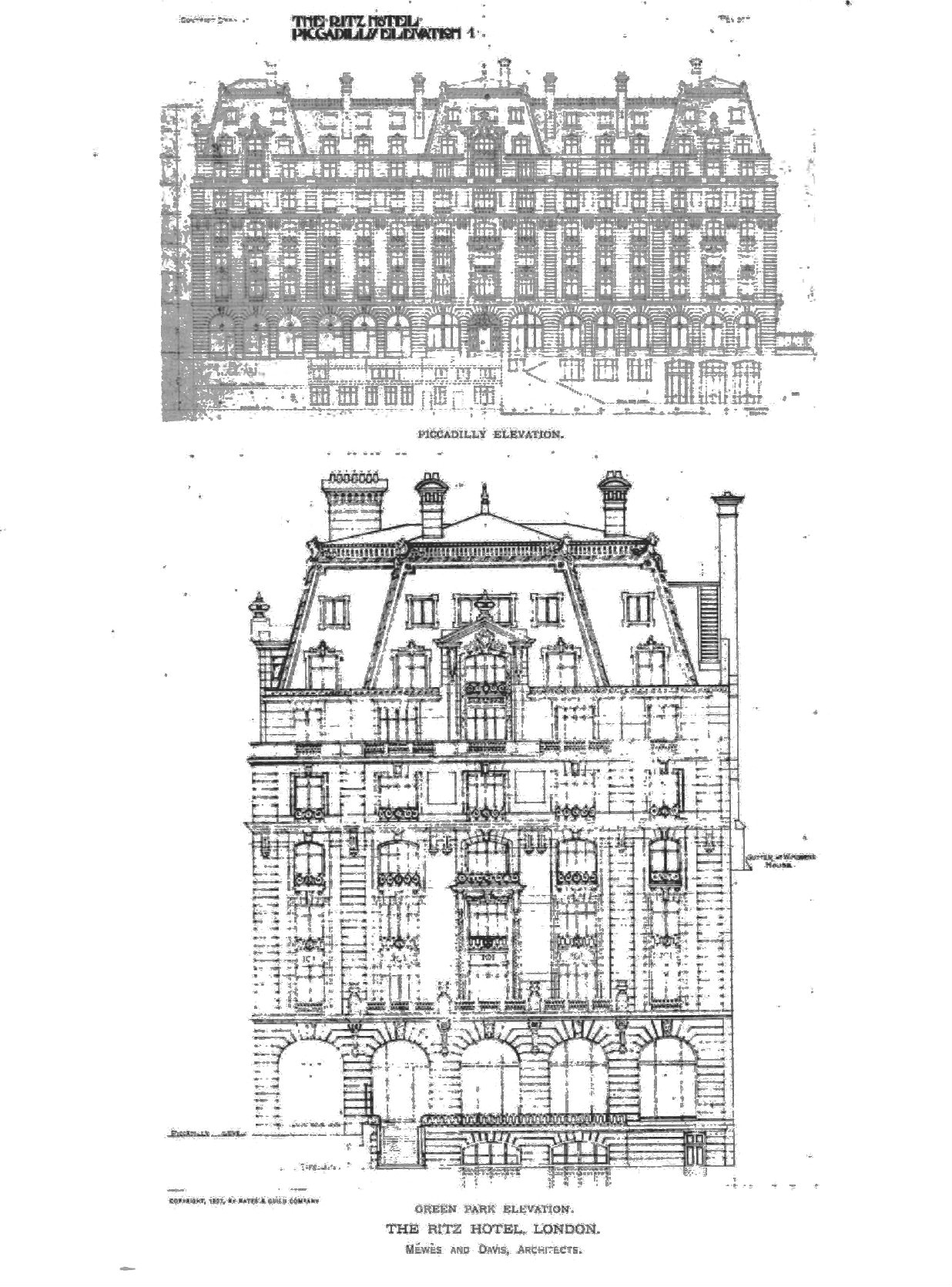
丽兹酒店立面图

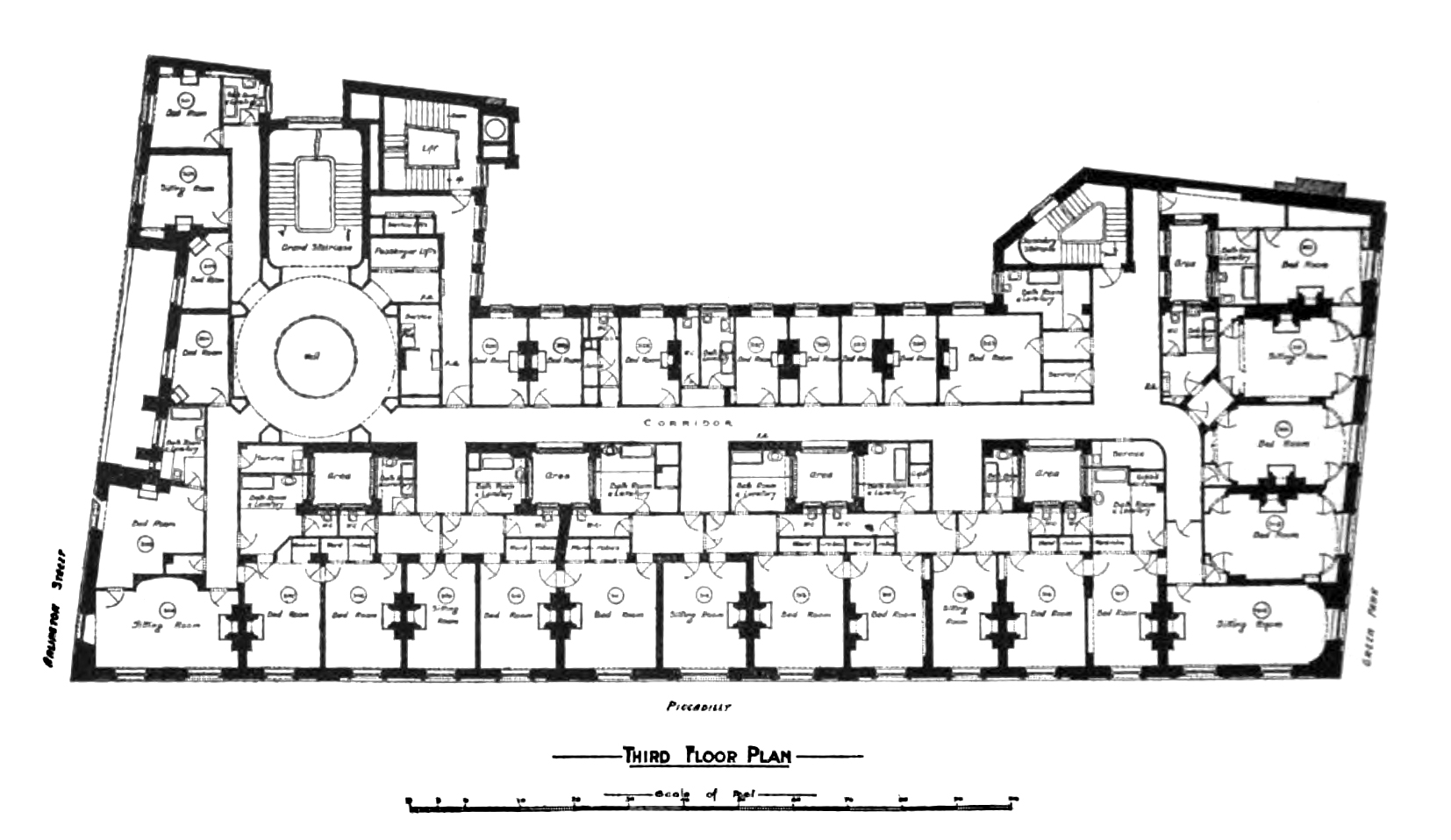
丽兹酒店平面图

作家蒙哥马利-马辛本特和大卫·沃特金曾描述道，“文雅的赞助人、建筑师和天才手工艺人奇迹般联合起来，彼此间保持和谐，创造出丽兹酒店这一顺应当时社会潮流、建筑潮流的产物。完工之际，这栋建筑被誉为时代杰作……”两位建筑师查尔斯·缪斯和亚瑟·戴维斯都曾在富有声望的法国美术学院专攻建筑设计，主要研究文艺复兴对建筑的影响，其是“法国传统古典主义的基石”。1897年至1898年，缪斯为凯撒·丽兹设计巴黎丽兹酒店，之后结识亚瑟·戴维斯并一同着手设计1900年世界博览会的展览馆大皇宫和小皇宫。1904年至1905年，两位建筑师一起进行伦敦丽兹酒店的设计工作。
建筑外部的结构和外观结合了法国与美国风格，同时保留些许英国风格的痕迹。其“汇聚了各式巴黎建筑传统”，皮卡迪利街的拱廊与旺多姆广场和里沃利街的首层遥相呼应，绿园一面陡峭的复折式屋顶与赫克托尔·勒菲埃尔所设计的卢浮宫花廊相似，高大的窗户和墙板则类似于缪斯的早期作品、位于贝雅德街（Rue Bayard）的茹费理宅邸。

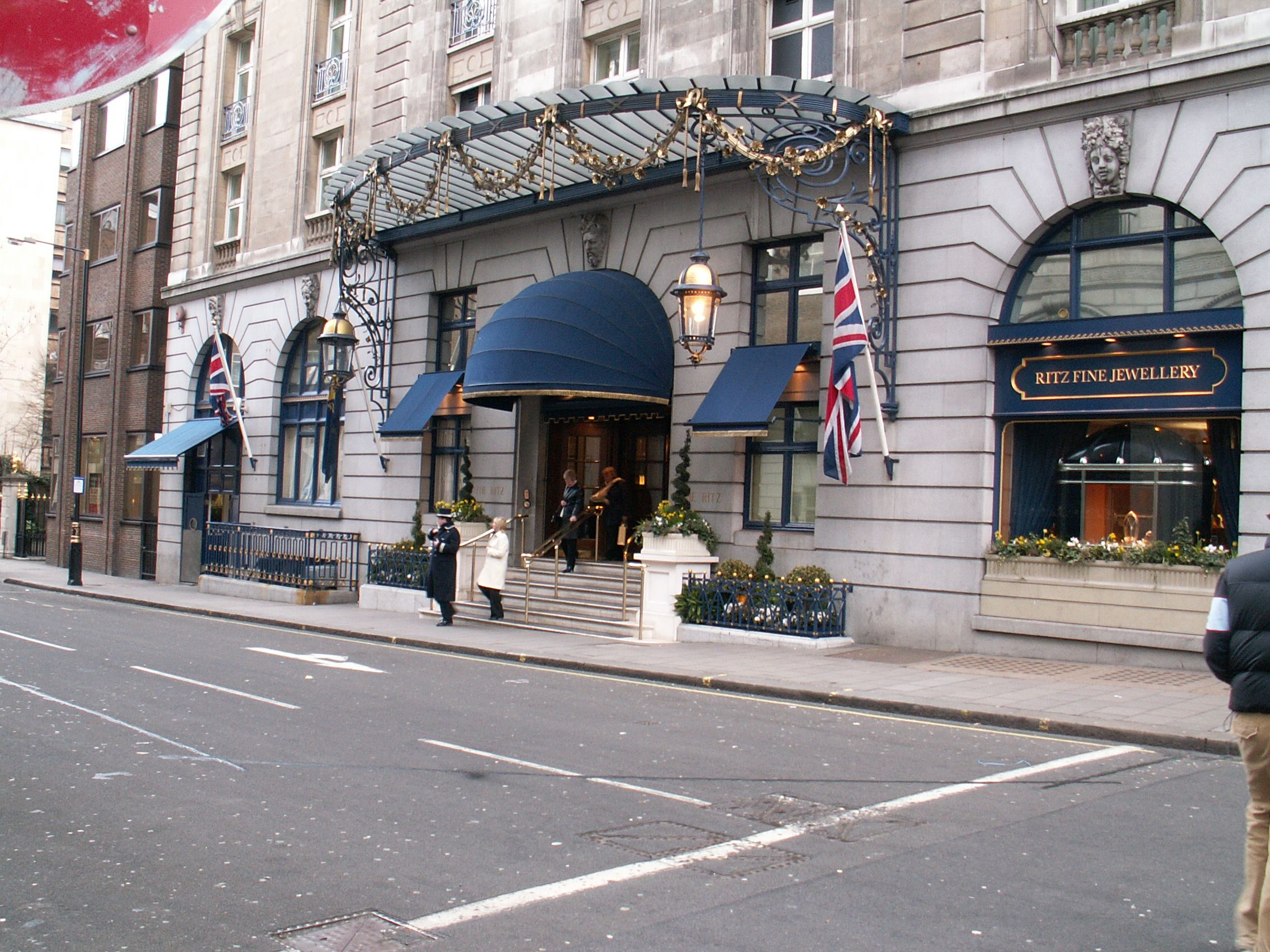
伦敦丽兹酒店的正面

1904年6月，华林·怀特建筑有限公司（Waring White Building Co. Ltd）开始进行酒店的基坑挖掘工作，1905年10月1日完成，次年5月开放。《建筑商期刊与建筑工程师》每月皆记录建筑进度，其中一册曾提及某些施工方面的难点，例如在狭窄的施工范围内吊起20吨重、39英尺长的钢梁。《建筑师与承包商记者》（The Architect and Contract Reporter）记录道，由于空间有限，现场不能存放建筑材料。砂浆皆在地下室中配制，石块则放置于“人行道上方带有防水屋顶的平台上”。沃尔辛厄姆楼酒店的红砖基础被爆破拆除后替换为钢结构混凝土基础。
工程总预算为345227英镑8先令1便士，其中英国家具制造商华林和吉洛获得102000英镑，法国装修公司获得49000英镑，英国装修公司获得15000英镑。约翰·P·毕晓普（John P. Bishop）以及斯文·拜兰德担任施工阶段的顾问工程师。
面对皮卡迪利街的建筑立面大约有231英尺长，面对阿灵顿街一面为115英尺长，而绿园一面则为87英尺长。建筑师们遇到的第一个问题是不规则的场地。但宾尼表示，戴维斯凭借“高超的透视技巧”解决了这一难题，他使用弯曲的墙壁“巧妙地修饰了酒店后部急剧收窄的空间”。而酒店前方拱出的部分扩大了上方客房的面积。首层地面使用昂贵的挪威花岗岩，其上铺设波特兰石材。
为了提高防火性能，建筑的钢结构基于19世纪80年代在芝加哥生产的一种模型进行制造，制造工作在德国进行，由牛津街的波兹公司（Potts & Co.）组装。外墙防火处理由匹兹堡和伦敦的哥伦比亚防火有限公司（Columbian Fireproofing Company Ltd.）负责，使用带肋钢筋进行通风，同时保留了防噪音和防震动功能。内墙使用石膏包裹的“中空、多孔的红砖”，楼板也同样具备防火能力。屋顶的每一角都有丽兹酒店的象征——一只青铜狮子。

### 内部设施

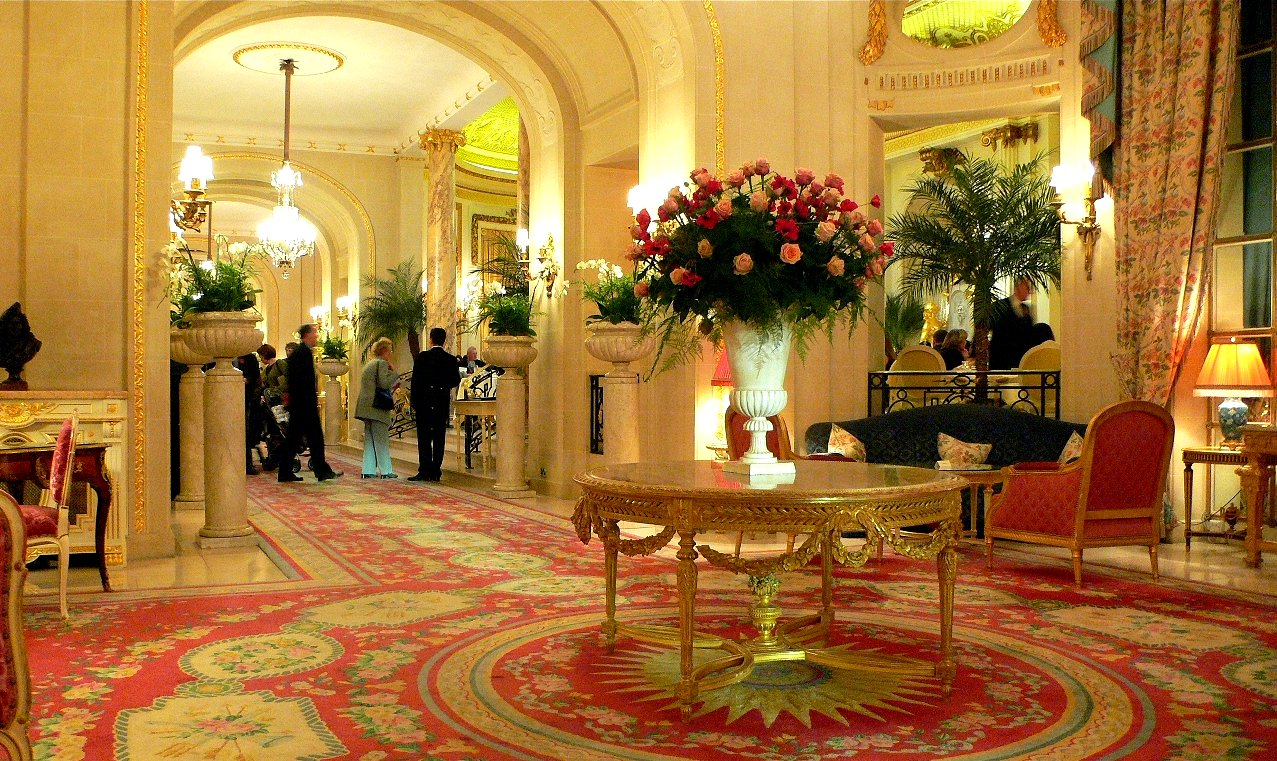
伦敦丽兹酒店首层

酒店主要由伦敦和巴黎的设计师进行设计，从内而外皆为路易十六风格，让酒店拥有“恰到好处的特殊氛围”。马库斯·宾尼认为酒店一楼的装潢是“历史上最优秀的酒店建筑杰作之一”，并将其“宏大的景象、高耸的厅堂、闪亮的吊灯”与皇室宫殿相提并论。家具制造商华林和吉洛负责大多数室内设计工作。1906年的首层平面图展示了俯瞰露台和花园的主餐馆、一条宏伟的中央走廊、接待室外的圆形门厅冬园（Winter Garden）、玛丽·安托瓦内特套房以及许多商铺。烧烤餐馆的入口位于皮卡迪利街酒店入口的右侧，有楼梯通向地下。烧烤餐馆在酒店东侧，而宴会厅位于酒店西侧的餐馆下方。如今已经成为丽兹俱乐部。长廊（Long Gallery）是一条宽敞的拱廊，铺着精织萨伏内里地毯，由东侧的阿灵顿街入口延伸至西侧的餐馆，沿途有复杂的马蹄形拱门。建筑西南角建有三角形楼梯。而弯曲的主楼梯能让女性“戏剧化地出场并以最佳效果展现她们的礼服”。

#### 棕榈厅

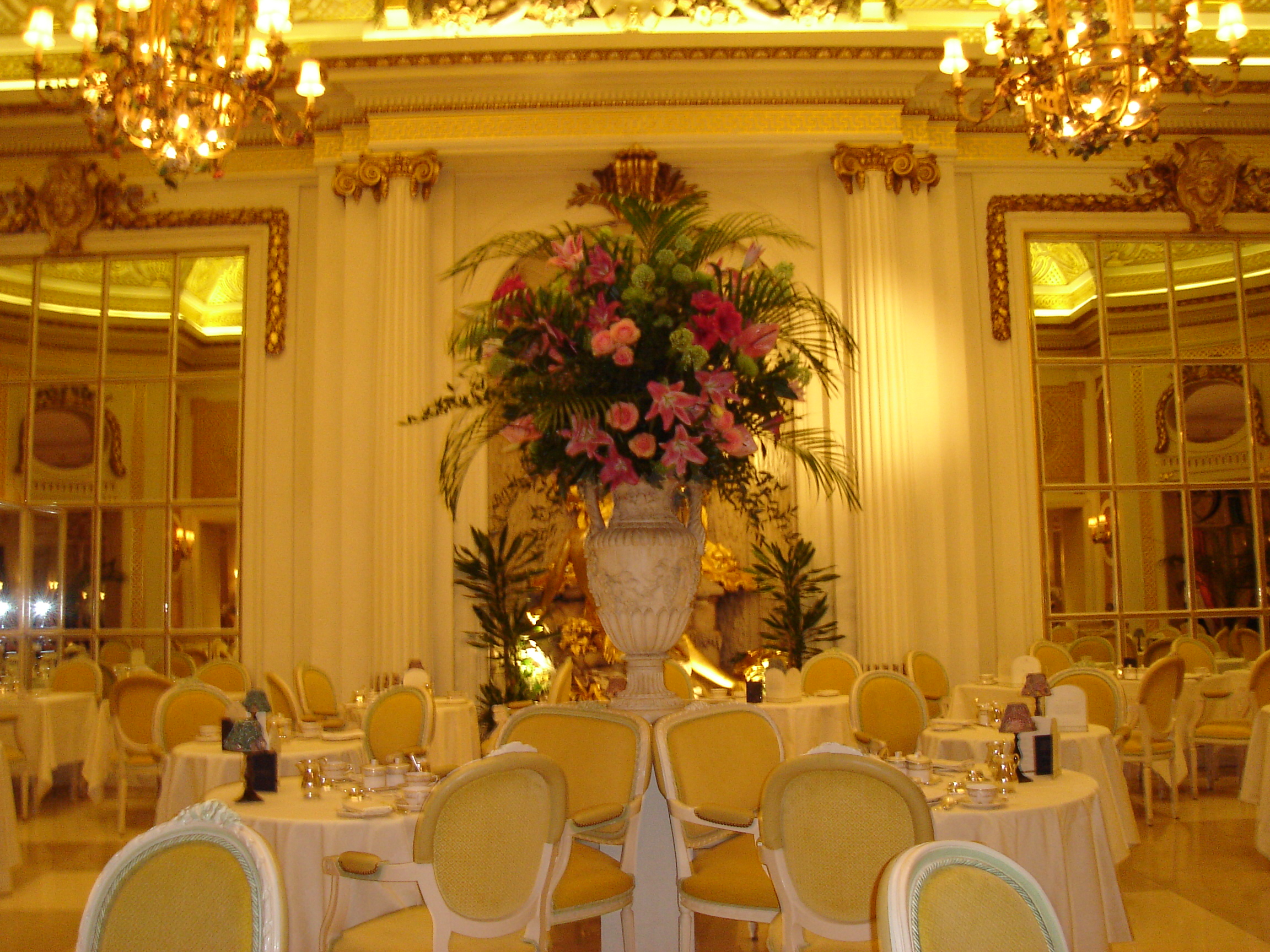
棕榈厅

棕榈厅（英語：The Palm Court）是丽兹酒店最为著名的场所。它拥有豪华的杏黄色路易十六风格装修，室内摆放有椭圆形椅背的镀金路易十六式扶手椅等奢华的家具。华林和吉洛对18世纪60年代至70年代法国新古典主义家具进行了研究，并基于此研究设计出棕榈厅的装潢。厅内“镶嵌着铜边镜子”，“弧形吊顶饰有镀金格栅”，蒙哥马利-马辛本特和沃特金认为它“代表了爱德华时代上流生活的优雅与舒适”。
棕榈厅原本被称为冬园（Winter Garden），其两端为巨大的窗户，1972年被更换为20面镜子。厅内的喷泉名为“源泉”（La Source），使用沙龙大理石（Echaillon marble）精雕而成。金色的女神像藏于穴中。玻璃材质的厅顶包含两盏锻铁灯具，天花板饰有狮皮花纹。1906年起，大厅整体色调为杏黄色，保持至今。凯撒·丽兹花费数周测试各种色调后，认为这种颜色能衬托女性的肤色。
世界著名的“丽兹茶会”（Tea at the Ritz）在棕榈厅举行，一度吸引众多著名顾客，如爱德华七世、温斯顿·丘吉尔、电视主持人诺尔·爱德蒙斯、演员朱迪·加兰、作家伊夫林·沃和伊丽莎白王太后。第一次世界大战后，棕榈厅被赋予“茶之地”（the place for tea）的称号。20世纪20年代，一支小型管弦乐团定期在厅内表演。电影导演约翰·苏特洛回忆道，女演员赫敏·巴德利曾要求小提琴手“演奏些激烈的音乐”。冬园与中央大走廊之间是爱奥尼亚式柱撑起的屏风。

#### 餐馆

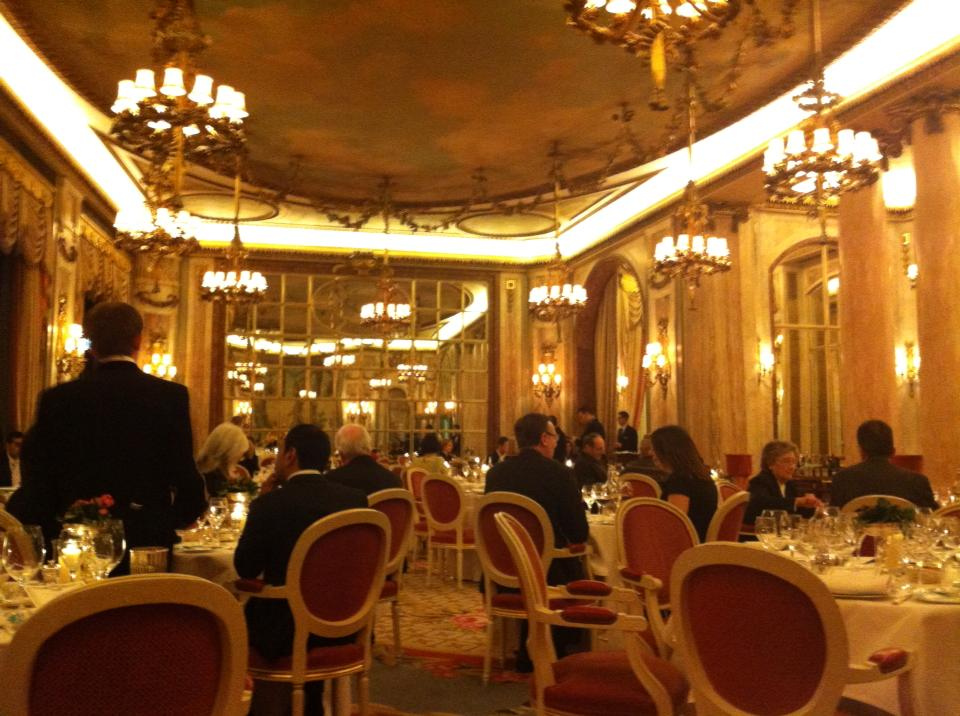
丽兹餐馆

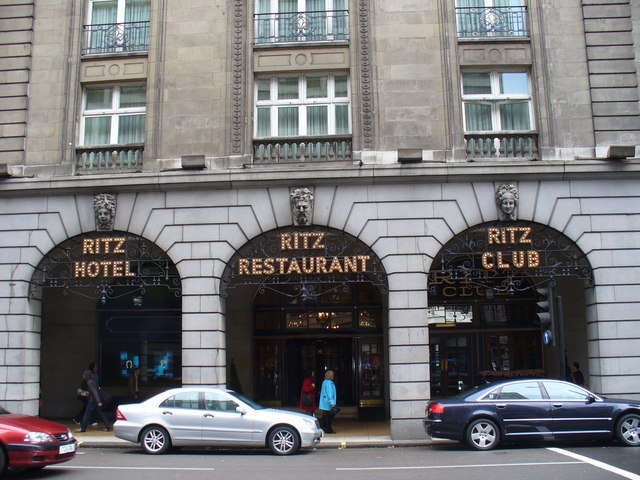
皮卡迪利街一面，餐馆的外观

酒店共有六间私人餐馆，包括玛丽·安托瓦内特套房（Marie Antoinette Suite）以及二级登录建筑威廉·肯特楼。马库斯·宾尼表示，这些餐馆“已不仅拥有伦敦最美的内部装潢，它们是世界上最美丽的餐馆”。
凯撒·丽兹曾评论道，幸好酒店使用钢结构建成，否则如此大量地使用铜件，“它们的重量将压垮墙壁”。主餐馆入口的两侧是两尊真人尺寸的雕塑，“如同克劳德·米歇尔的青铜版作品，各有六盏灯映照出它们的铜质光泽。雕塑安装于抛光的铜饰沙龙大理石底座之上”。餐馆和毗邻的客房由巴黎的P·H·雷蒙父子（P. H. Remon and Sons）设计。蒙哥马利-马辛本特和沃特金描述道，“天花板的绘画如同视觉陷阱，粉红色的云朵飘浮于蓝色的天空之下，周围环绕着花环”。铜制吊灯也是餐馆的特色，其受到18世纪雕塑作品的启发，如雕塑家奥古斯丁·德·圣-奥班的《Le Bal Pare et Masque》以及1782年1月21日巴黎赠予国王和皇后的让-米歇尔·莫罗作品《盛宴》（Le Festin）。
皮卡迪利街拱廊北端为多块一层楼高的镜子，在冬季点亮灯光时，它们能让房间显得宽敞。餐馆南端为戴维斯的水彩画以及名为《泰晤士河与大海》（The Thames and the Ocean）的人物雕塑，雕塑下方放置有挪威粉色大理石制成的自助餐台。

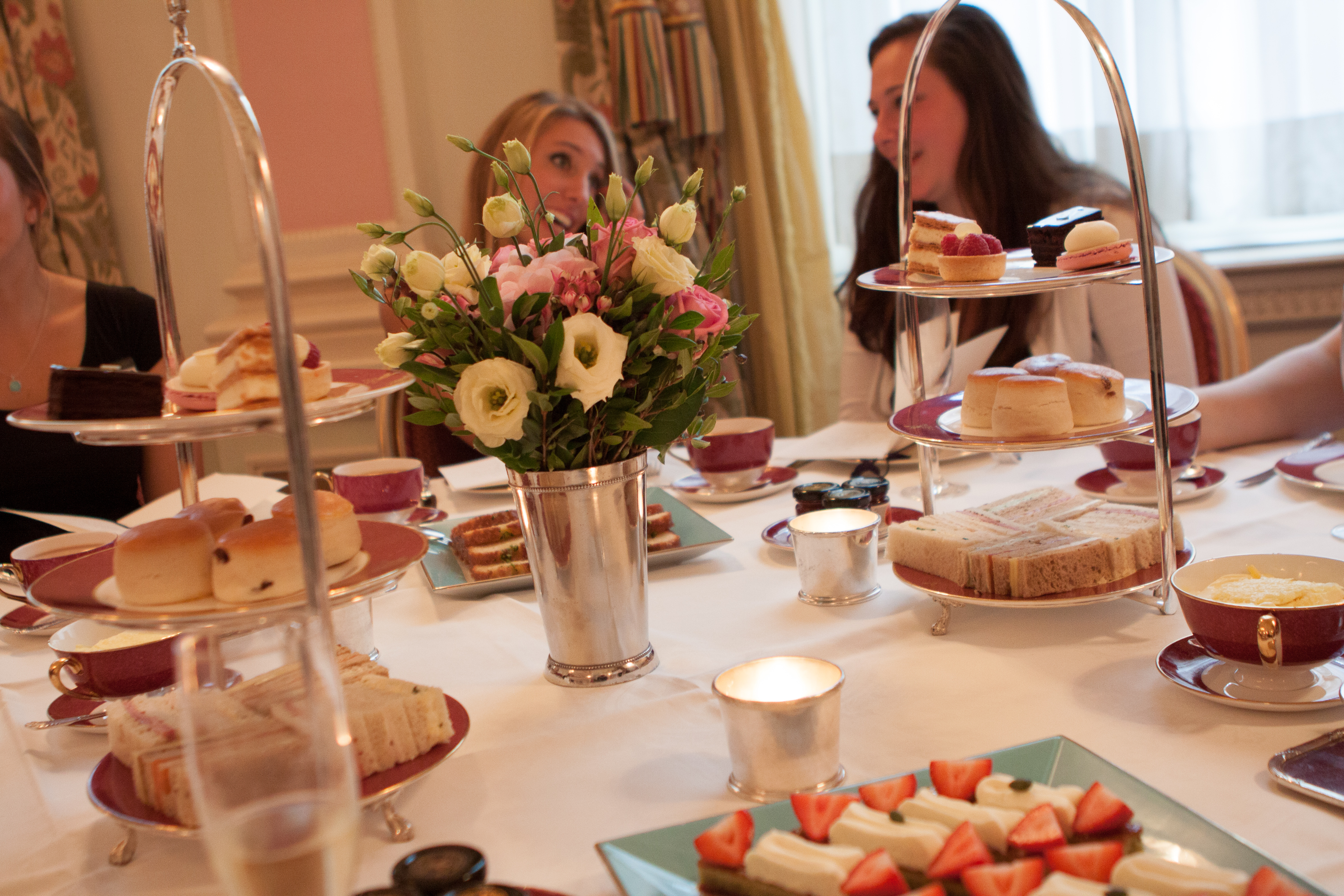
丽兹酒店的餐饮

1977年酒店大翻新期间，餐馆在就餐时间将脚手架藏于洁净的幕帘后，以防影响食客的心情。同一时期，酒店也移除了大堂柱子的奶油色漆面，露出大理石的粉红色。翻新的主要工作为修复及清洁，同时保持1906年的原始色调。首次开业时使用的家具多数仍在使用，新家具也尽力复刻原有家具的风格。床头柜仍留有呼唤女仆、男仆、服务员或佣人的按钮，并且不提供电话传唤的服务。
自伦敦丽兹酒店创立以来，厨房便主要由法国厨师运营，且拥有精通俄式汤品及维也纳油酥糕点的专家。其蛋糕更是远近闻名，爱德华七世定期从丽兹订购蛋糕至白金汉宫。曾任巴黎丽兹酒店调味汁厨师的M·马利（M. Malley）被任命为伦敦丽兹酒店的厨师长，他在此发明了多种菜品，如Saumon Marquise de Sevignre（三文鱼伴小龙虾慕斯）、Filet de Sole Romanoff（蛤蜊配苹果切片与洋蓟）以及Poulet en Chaudfroid（鸡肉伴咖喱风味粉色慕斯）。丽兹酒店因其超群的餐饮服务而闻名，跨国企业的运营官及董事常常用其餐馆举行会议。在丽兹酒店用餐需提前数周预定餐桌。里沃利酒吧拥有类似于东方快车酒吧的装饰艺术风格，由室内设计师特莎·肯尼迪于2001年设计。路易十四式的休息室由室内设计师马瑟·布朗热设计。俱乐部聚会室则由兰尼根和莫兰特（Lenygon and Morant）打造，受到马修·别廷翰所拥有的坎伯兰公馆的帕拉第奥风格影响，其他房间的装修则拥有威廉·钱伯斯与罗伯特·亚当的风格。在特拉法加套房，菜肴盛于南京瓷器中出品。2005年，丽兹因其优秀的宴席和餐饮服务获得威尔士亲王的皇家委任认证。

#### 玛丽·安托瓦内特套房

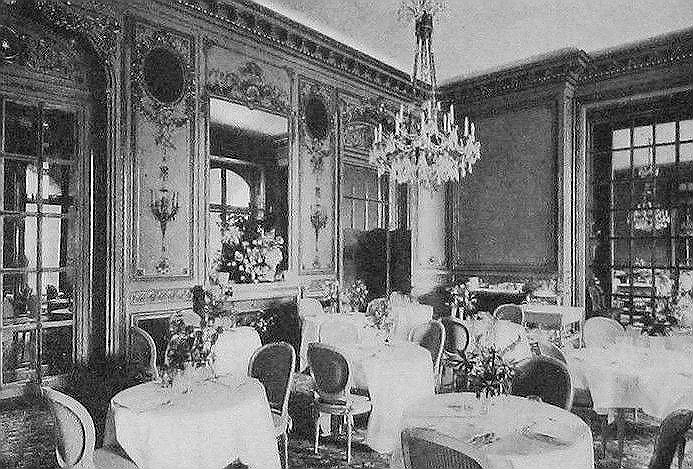
1914年的玛丽·安托瓦内特套房

玛丽·安托瓦内特套房可从主餐馆进入。马库斯·宾尼表示，“房间内的装饰皆闪耀着镀铜的亮光，就连檐口下的卵锚饰也不例外”。房间与玛丽·安托瓦内特同名，花卉图案在房内随处可见，其象征着玛丽·安托瓦内特宴会中的花朵。壁炉上方是一篮花，“花从椭圆型的弦月窗中溢出”。套房的小型玄关放置有两尊象征春季与夏季的红陶雕像，“鼓形基座装饰着镀铜花朵和色带”。大型的通风格栅同样为古铜色。墙壁上安装有一系列壁灯，灯下的把柄包含25片叶子。根据宾尼的描述，吊灯挂于“弓上弦，间或点缀着花朵，流苏成群垂下”。墙壁上的镶板仿照画框处理，拥有内外两层装饰线，与窗框和墙面镜子产生对比，后两者“被芦苇丛环绕，窗帘可挂于后方插入物，防止其遮挡装饰线”。

#### 房间与套房
截至2015年，伦敦丽兹酒店拥有134间客房，其中111间为房间、23间为套房。房间主要分为三种类别：优良国王/皇后/双床、行政国王/双床、豪华国王/双床。优良皇后和国王房间面积分别为215平方英尺和260平方英尺，行政和豪华国王房间则分别为320平方英尺和385平方英尺。套房则分为多种类别：初级套房、优良套房、行政套房、豪华套房、特拉法加套房以及伯克利套房，除此之外还有招牌套房，如皇家套房和威尔士亲王套房，套房皆有不同风格的装潢。行政套房多朝南，面积320平方英尺，拥有小型休息室以及古董家具。初级客房俯瞰皮卡迪利街，包含“壁炉、镀铜装饰线以及古董家具”，面积为495平方英尺。拥有三至五间卧室的套房面积在1990平方英尺至2802平方英尺之间。

#### 威廉·肯特楼
威廉·肯特楼，也被称为温伯恩公馆，是丽兹酒店的扩张部分。楼房被改造为功能齐全的区域，包括音乐厅、伯灵顿厅、伊丽莎白皇后厅和威廉·肯特厅。其还配备三个丽兹酒店顶级套房：阿灵顿套房、皇家套房和威尔士亲王套房。其中数间房间拥有路易十六式壁炉。这栋二级建筑的修复进行得十分谨慎，同时，酒店为其安装了少数现代化设备，如平面电视。2007年，威廉·肯特楼的修复工作获得了英国皇家建筑师协会国家金奖。

### 丽兹俱乐部

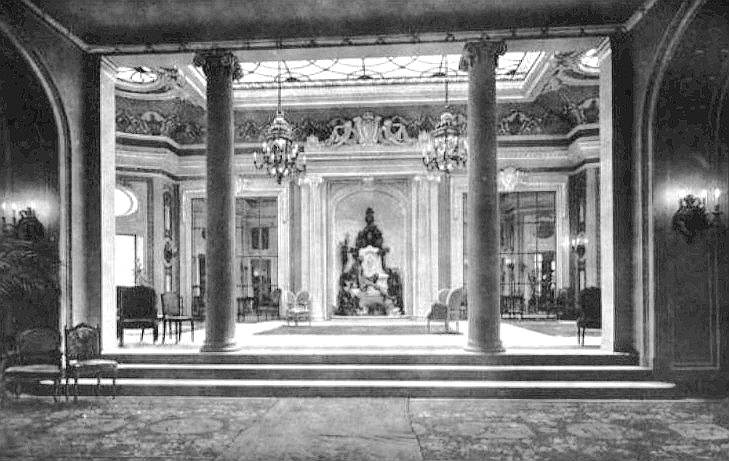
1906年的丽兹舞厅

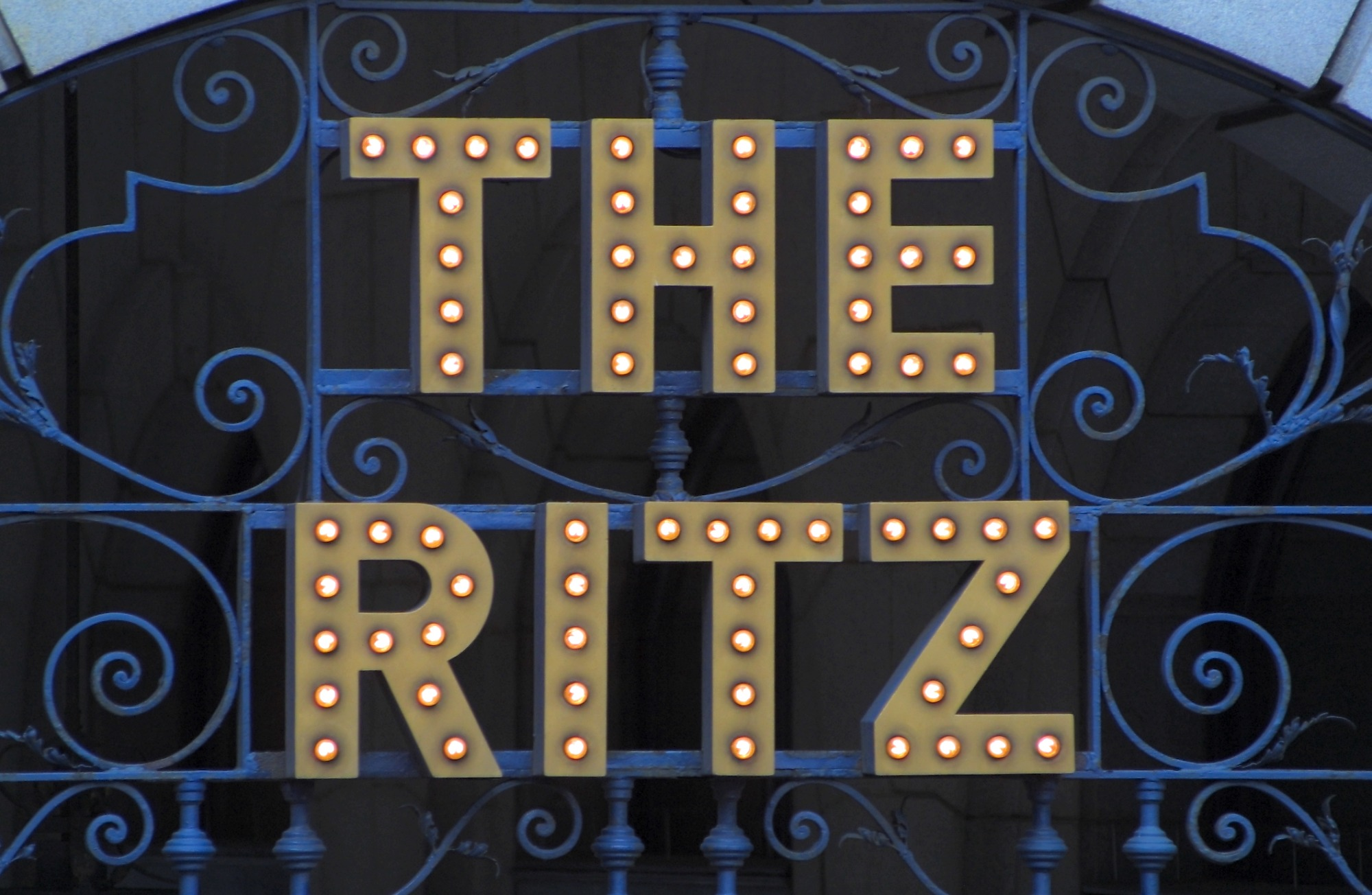
位于拱廊处西侧入口的标志

丽兹俱乐部是酒店的赌场，占据了原本属于丽兹酒吧以及烧烤餐馆的位置。但在最初，此处是丽兹舞厅。1906年五月的《真相》杂志描述道，地下室的烧烤餐馆和自助餐馆十分壮丽，装修色调为乳白色，“墙面的镜子反射出拱顶的无限交叉”。房间通常用于晚宴、舞会，自助餐馆南侧的舞台还用于举行剧场表演。20世纪20年代，烧烤餐馆迁进自助餐馆，并配备圆桌以及椭圆椅背的藤椅。一本1926年的小册子表示，“一些伦敦最好的私人或公共舞会”曾在这片美景中举行。
第二次世界大战期间，舞厅名为夜总会La Popote。俱乐部内摆放了沙包，模仿战时防空洞的场景。吊灯使用各式酒瓶制成，蜡烛放置于酒瓶瓶颈处。战时舞池十分拥挤，但随后人流逐渐减少。劳瑞·罗斯（Laurie Ross）曾担任丽兹酒吧和烧烤餐馆负责人。熟客将酒吧称为“劳瑞吧”。1976年，罗斯退休后酒吧关闭。20世纪70年代，地下室不再对公众开放。
1977年，特拉法加集团将地下室出租给Mecca Sportsman and Pleasurama，次年，丽兹俱乐部开张。俱乐部的管理独立于酒店。地下室复原为1906年酒店的路易十六风格，使用6000片金箔进行装饰，但没有遮挡住装饰线以及绘于赌桌上方的丘比特、花环和蓝天白云。复原工作包含上漆、清洁并修复至最初的色调。家具也同样修复至原有状态，无法修复的则使用复制品代替。高级俱乐部、餐馆安娜贝尔（Annabel's）的厨师史蒂芬·普尔曼（Stephen Pulman）被任命为丽兹俱乐部的主厨。开张时，丽兹俱乐部仅向会员与酒店宾客开放。然而，与多数赌场不同，丽兹俱乐部收取入场费，最低赌注也十分昂贵。其提供轮盘、二十一点、百家乐、扑克以及角子机等赌博游戏。
1998年，丽兹俱乐部被伦敦俱乐部收购，后者将他们的活动场所从圣詹姆斯街的德文俱乐部搬迁至丽兹酒店的地下室。1998年6月，新公司丽兹酒店赌场有限公司成立，酒店获得开设赌场的法律准许。快速翻新后，俱乐部于9月12日再次开张，高级会员到场参与，每位会员允许邀请一位客人。截至2006年，丽兹俱乐部分为四个主要区域——餐馆、酒吧、休息室和过去用作自助餐馆的私人赌博厅。2014年7月，诺拉·阿尔-达赫（Nora Al-Daher）向伦敦高等法院起诉丽兹俱乐部，声称她“被利用”并遭索取200万英镑。

## 流行文化
伊夫林·沃于1942年著的小说《暂停工作》（Work Suspended）描述了伦敦丽兹酒店的一个场景，午餐中，叙述者爱上了朋友的妻子。艾伦·班尼特的寓言式喜剧《四十年来》（Forty Years On）发生在战争时期的丽兹酒店地下室。奇幻小说《好预兆》的世界中，两位主要角色，天使阿兹拉斐尔（Aziraphale）与恶魔克劳利（Crowley）频繁出入丽兹酒店。歌曲《夜莺在伯克利广场歌唱》以及皇后乐队的《古典情人》皆提及丽兹。1999年浪漫喜剧电影《诺丁山》的主要部分在酒店内及周边拍摄。

## 争议
近年来，丽兹酒店采取多种措施防止商标被侵权。律师要求使用丽兹这一名称的竞争者撤下网站以及Facebook账户中的商标，已经使用多年者也不例外。德斯伯勒·丽兹自20世纪30年代起便使用这一名称，但也在律师的建议下于2012年更名。同年，北安普顿郡一处名为丽兹的婚宴场所获通知后，更名为凯特林·丽兹餐饮会议公寓。布里格豪斯·丽兹自1938年起即使用这一名称，仍于2017年被要求更名，否则将面临法律行动。

## 外部連結
- 官方網站 （页面存档备份，存于）